# Carolin Callies

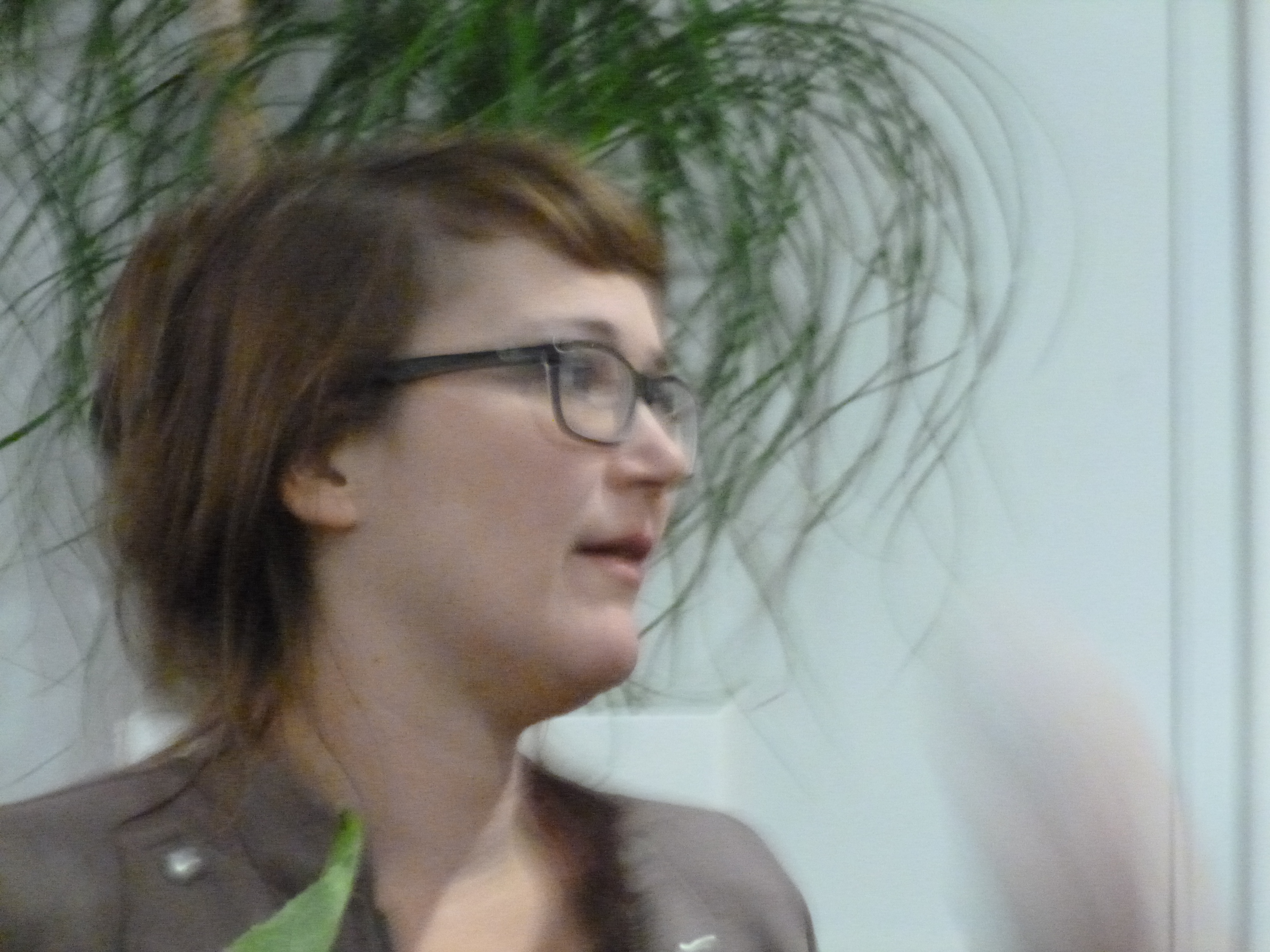
Carolin Callies (2015)

Carolin Callies (* 1980 in Mannheim) ist eine deutsche Lyrikerin und Moderatorin.

## Leben und Werk
Nach dem Abitur lernte Carolin Callies den Beruf der Verlagsbuchhändlerin beim Suhrkamp Verlag in Frankfurt am Main. Anschließend studierte sie Germanistik und Medien- und Kommunikationswissenschaften an der Universität Mannheim. Sie verfasst Gedichte, die in Zeitschriften und Anthologien veröffentlicht werden, etwa im Jahrbuch der Lyrik, dem Lyrik-Taschenkalender und in Trakl und wir: Fünfzig Blicke in einen Opal. Themen ihrer Werke sind Körperlichkeit und Vergänglichkeit. 2009 war sie Teilnehmerin des Open Mike der Literaturwerkstatt Berlin. Im Jahr 2014 erhielt sie das Arbeitsstipendium des „Förderkreises deutscher Schriftsteller in Baden-Württemberg“. 
2015 erschien ihr Debütband fünf sinne & nur ein besteckkasten.
Im März 2019 veröffentlichte sie ihr zweites Gedichtbuch unter dem Titel schatullen & bredouillen.  
Callies war 2015 für den Leonce-und-Lena-Preis der Stadt Darmstadt nominiert und erhielt im selben Jahr den Thaddäus-Troll-Preis sowie das Jahresliteraturstipendium des Landes Baden-Württemberg. Im Jahr 2020 wurde sie mit dem Gerlinger Lyrikpreis ausgezeichnet und stand auf der Shortlist für den Clemens-Brentano-Preis. Im Jahr 2021 erhielt sie ein Werkstipendium des Deutschen Literaturfonds für ihren nächsten Gedichtband. Mit dem österreichischen Rotahorn-Literaturpreis erhielt sie 2023 ihre erste internationale Auszeichnung.
Callies ist außerdem als Literaturvermittlerin tätig. Seit Mai 2020 moderiert sie den Podcast des Stuttgarter Literaturhauses und spricht dort mit Autorinnen und Autoren wie Raoul Schrott, Daniel Kehlmann oder Stefanie Sargnagel. Sie ist seit 2017 Initiatorin und Kuratorin der jährlichen Ladenburger Literaturtage vielerorts.
Seit 2020 ist sie Mitglied des PEN Zentrum Deutschlands und war 2022 Gründungsmitglied des PEN Berlin.
Carolin Callies lebt in Ladenburg.

## Einzeltitel
- fünf sinne & nur ein besteckkasten. Gedichte, Schöffling & Co. 2015, ISBN 978-3-89561-448-4
- schatullen & bredouillen. Gedichte. Schöffling & Co. 2019, ISBN 978-3-89561-449-1
- teilchenzoo. Poem. Schöffling & Co. 2023, ISBN 978-3-89561-447-7[15]

## Anthologien
- Christoph Buchwald, Carolin Callies (Hrsg.): Jahrbuch der Lyrik 2021. Schöffling & Co., Frankfurt am Main 2021, ISBN 978-3-89561-502-3
- Christoph Buchwald, Dagmara Kraus (Hrsg.): Jahrbuch der Lyrik 2020. Schöffling & Co., Frankfurt am Main 2020, ISBN 978-3895616839
- Kenn Nesbitt, Christoph Niemann (Hrsg.): Jetzt noch ein Gedicht, und dann aus das Licht. Poesie zur Guten Nacht. Carl Hanser Verlag, München 2019, ISBN 978-3446264380
- Christoph Buchwald, Mirko Bonné (Hrsg.): Jahrbuch der Lyrik 2019. Schöffling & Co., Frankfurt am Main 2019, ISBN 978-3895616822
- Nico Bleutge, Carolin Callies, Geraldine Gutiérrez-Wienken, Hans Thill, Rainer René Mueller (alle Übersetzer): Noch bleibt uns das Haus: Lyrik aus Venezuela. hochroth, Heidelberg 2018, ISBN 978-3903182196
- Christoph Buchwald, Nico Bleutge (Hrsg.): Jahrbuch der Lyrik 2018. Schöffling & Co., Frankfurt am Main 2018, ISBN 978-3895616815
- Michael Braun, Hans Thill (Hrsg.): Aus Mangel an Beweisen. Deutsche Lyrik 2008 - 2018. Das Wunderhorn, Heidelberg 2018, ISBN 978-3884236017
- Michael Hohmann (Hrsg.): Achterbahn - Le grand 8: Französische und Deutsche Gedichte. Wallstein Verlag, Göttingen, 2017, ISBN 978-3835331280
- Christoph Buchwald, Ulrike Almut Sandig (Hrsg.): Jahrbuch der Lyrik 2017. Schöffling & Co., Frankfurt am Main 2017, ISBN 978-3895616808
- Lyrik-Taschenkalender 2015. Das Wunderhorn 2014, ISBN 978-3884234648
- Jahrbuch der Lyrik 2015. Deutsche Verlags-Anstalt, 2015, ISBN 978-3421046123
- Trakl und wir. Fünfzig Blicke in einen Opal. Stiftung Lyrik Kabinett, 2014, ISBN 978-3938776360
- Neue Rundschau 1/2013. Lyrikosmose. S. Fischer, 2013, ISBN 978-3-10-809092-0
- Jahrbuch der Lyrik 2013. Deutsche Verlags-Anstalt 2013, ISBN 978-3-421-04612-3
- poet nr. 13. poetenladen 2012, ISBN 978-3940691422
- Jahrbuch der Lyrik 2011. Deutsche Verlags-Anstalt 2011, ISBN 978-3-421-04507-2
- 17. open mike: Internationaler Wettbewerb junger deutschsprachiger Prosa und Lyrik der LiteraturWERKstatt Berlin (Buch&Media) 2009, ISBN 978-3869060750

## Auszeichnungen
- 2024: Kunstpreis Berlin für Literatur[16]
- 2023: Rotahorn-Literaturpreis, Österreich
- 2021: Förderpreis für Nature Writing[17]
- 2021: Werkstipendium Deutscher Literaturfonds
- 2020: Gerlinger Lyrikpreis
- 2015: Jahresliteraturstipendium des Landes Baden-Württemberg
- 2015: Thaddäus-Troll-Preis
- 2014: Arbeitsstipendium des „Förderkreises deutscher Schriftsteller in Baden-Württemberg“